# Aufbewahrungspflicht (Deutschland)
Unter Aufbewahrungspflicht wird die Rechtspflicht verstanden, bestimmte Geschäftsunterlagen zu abgeschlossenen Geschäftsvorgängen für handelsrechtliche oder steuerrechtliche Zwecke geordnet aufzubewahren, damit auf sie bei Bedarf zurückgegriffen werden kann. Die gesetzlichen Grundlagen für Deutschland finden sich in § 257 HGB, § 147 AO sowie § 14b UStG. Daneben gibt es branchen- oder anwendungsspezifische Aufbewahrungspflichten für Dokumente in der öffentlichen Verwaltung, Pharmaforschung, Lebensmittel- und Pharmaproduktion, Krankenhäusern, Qualitätssicherung, Umweltschutz, Telekommunikation, Energieerzeugung, Bauwesen usw.

## Aufbewahrungspflichtige
Der handels- und steuerrechtlichen Aufbewahrungspflicht unterliegt jeder, der zur Buchführung verpflichtet ist, insbesondere Kaufleute im Sinne des Handelsgesetzbuches (der Pflicht nach dem UStG unterliegt jeder Unternehmer). Die Pflicht erlischt nicht, wenn das Handelsgewerbe nicht mehr besteht, und kann auch nicht auf einen Nachfolger übertragen werden. Auch wer sein Geschäft verkauft oder aufgegeben hat, muss also die Unterlagen aus der Zeit seiner Geschäftstätigkeit selbst aufbewahren. Bundes- oder landesrechtliche Spezialgesetze verpflichten die öffentliche Verwaltung zur Aufbewahrung ihrer Akten.

## Aufbewahrungsgründe
Werden Unterlagen aufbewahrt, so kann auf sie bei Bedarf zurückgegriffen werden. Am häufigsten müssen Unternehmen wegen einer Betriebsprüfung auf Unterlagen zu abgeschlossenen Geschäften zurückgreifen. Bei Produktionsunternehmen kann die Gewährleistungspflicht im Rahmen einer Produkthaftung einen Rückgriff auf alte Geschäftsunterlagen erforderlich machen. Zeigt sich innerhalb von sechs Monaten seit Gefahrübergang ein Sachmangel, so wird gesetzlich (widerlegbar) vermutet, dass die Sache bereits bei Gefahrübergang mangelhaft war (§ 476 BGB). Dann muss der Verkäufer aus archivierten Unterlagen beweisen können, dass dies nicht der Fall war. Innerhalb laufender Verjährungsfristen können von Dritter Seite gegen das aufbewahrungspflichtige Unternehmen noch rechtswirksame Ansprüche jeder Art gestellt werden, gegen die nur bei vorhandenen Unterlagen beweiskräftig vorgegangen werden kann. Zudem können Gerichte bei einem Rechtsstreit auf Antrag oder von Amts wegen die Vorlegung der Handelsbücher einer Partei anordnen (§ 258 Abs. 1 HGB). Das gilt auch bei Vermögensauseinandersetzungen, insbesondere in Erbschafts-, Gütergemeinschafts- und Gesellschaftsteilungssachen (§ 260 HGB).

## Aufzubewahrende Unterlagen
Folgende Unterlagen müssen aufbewahrt werden:
- Alle Handelsbücher und Aufzeichnungen, die auch für steuerliche Zwecke geführt werden müssen. Nicht darunter fallen freiwillige Aufzeichnungen wie Auftrags- und Bestellbücher.
- Dokumente über körperliche Bestandsaufnahmen. Handelsrechtlich fällt hierunter das Inventar. Nach Steuerrecht können auch Inventur-Aufnahmezettel (Urbelege) aufbewahrungspflichtig sein.
- Alle Dokumente des Jahresabschlusses, das heißt Bilanz (auch Eröffnungs-, Zwischen- und andere Sonderbilanzen), Gewinn- und Verlustrechnung, Anhang und gegebenenfalls Lagebericht
- Alle Arbeitsanweisungen und Organisationsunterlagen, die zum Verständnis der Buchführung notwendig sind. Dies sind zum Beispiel Kontenpläne, Abkürzungsverzeichnisse und Programm- und Verfahrensdokumentationen des EDV-Systems.
- Handels- und Geschäftsbriefe in jeder Form (sowohl Briefe als auch Faxe und E-Mails), und zwar sowohl abgesandte als auch empfangene Korrespondenz mit externen Geschäftspartnern, nicht aber interne E-Mails oder andere interne Mitteilungen (siehe auch: E-Mail-Archivierung).
- Buchungsbelege jeder Art, also alle Unterlagen über Geschäftsvorfälle. Hier sind nicht nur interne Buchungsanweisungen gemeint, sondern etwa auch Steuerbescheide, Kontoauszüge, Kassenbücher, Rechnungen, Quittungen, Schecks, Wechsel und Zahlungsanweisungen.
- Sonstige Unterlagen, die für die Besteuerung von Bedeutung sind, zum Beispiel Mahnschreiben, Handelsregisterauszüge oder Kassenbons.

## Aufbewahrungsform
Die Unterlagen müssen geordnet aufbewahrt werden. Alle Aufbewahrungsformen müssen den Grundsätzen ordnungsmäßiger Buchführung entsprechen. Für elektronisch vorgehaltenes Material sind die Grundsätze ordnungsmäßiger DV-gestützter Buchführungssysteme und die Grundsätze zum Datenzugriff und zur Prüfbarkeit digitaler Unterlagen einzuhalten.
Die Aufbewahrung im Original ist nur in Ausnahmefällen vorgeschrieben. Im Original aufbewahrt werden müssen nur Eröffnungsbilanzen, Jahresabschlüsse und Konzernabschlüsse, auch wenn sie auf Mikrofilm oder anderen Datenträgern (Elektronische Archivierung) aufgezeichnet sind (§ 257 Abs. 3 Satz 1 HGB, § 147 Abs. 2 Satz 1 AO). Für alle übrigen Unterlagen ist die Aufbewahrung erleichtert. Sie können auch als Wiedergabe auf einem Bildträger oder einem anderen Datenträger aufbewahrt werden, wenn dies den Grundsätzen ordnungsgemäßer Buchführung entspricht. Es muss sichergestellt sein, dass die Wiedergabe oder die Daten bildlich und inhaltlich übereinstimmen, wenn sie lesbar gemacht werden. Außerdem müssen die Unterlagen während der Aufbewahrungsfrist jederzeit verfügbar sein, unverzüglich lesbar gemacht und maschinell ausgewertet werden können (§ 147 Abs. 2 AO). Für bestimmte Zolldokumente gelten Sondervorschriften. Erfolgt eine ordnungsgemäße Aufbewahrung der Unterlagen auf Bild- oder Datenträger, können die Papierbelege vernichtet werden. Dies gilt jedoch nicht für Originalunterlagen, die nach anderen Rechtsvorschriften im Original aufzubewahren sind, wie etwa nach § 62 Abs. 2 UStDV „Belegnachweis im Vorsteuervergütungsverfahren“. Sie dürfen nicht vernichtet werden.
Es können sich allerdings – auch wenn eine Aufbewahrungspflicht nicht gegeben ist – für den Unternehmer durch Vernichtung von Originalen Rechtsnachteile in anderen Bereichen ergeben. Beispiele dafür sind Bürgschaften, Schuldversprechen, Testamente und notarielle Urkunden.
Originär elektronisch entstandene Daten und Dokumente müssen maschinell auswertbar in elektronischer Form vorgehalten werden. Ein Ausdruck mit anschließender Löschung der Daten ist nicht zulässig.

## Aufbewahrungspflicht für Privatpersonen
Privatpersonen (auch Unternehmer, die Leistungen in ihrem privaten Bereich verwenden), die von Unternehmern für Leistungen im Zusammenhang mit einem Grundstück eine Rechnung erhalten haben, sind verpflichtet, diese Rechnung aufgrund § 14b Abs. 1 Satz 5 UStG zwei Jahre lang aufzubewahren. Bei Verstoß können bis zu 500 € Bußgeld verhängt werden. Auf diese Aufbewahrungspflicht (der Privatperson) ist in der Rechnung hinzuweisen, etwa durch einen Zusatz „Der Rechnungsempfänger ist verpflichtet, die Rechnung zu Steuerzwecken 2 Jahre lang aufzubewahren.“ Für Handwerkerrechnungen über den Neubau, den Umbau oder die Reparatur an einem Gebäude gilt eine fünfjährige Verjährungsfrist bei Mängeln; die dazugehörenden Rechnungen sind zur Geltendmachung von Ansprüchen entsprechend aufzubewahren.
Einkommensteuerliche Aufzeichnungen und Unterlagen (z. B. Belege) sind von Privatpersonen sechs Jahre aufzubewahren, wenn die Summe der positiven Überschusseinkünfte (z. B. Arbeitnehmereinkünfte, Vermietung und Verpachtung, Kapitalvermögen) mehr als 500.000 Euro pro Jahr beträgt § 147a AO.

## Rechtsfolgen
Verstöße gegen die Aufbewahrungspflicht führen steuerrechtlich zu den gleichen Rechtsfolgen wie Verstöße gegen die Buchführungs- und Aufzeichnungspflicht. Fehlende Unterlagen können dazu führen, dass die Ordnungsmäßigkeit der Buchführung nicht mehr gegeben ist. Infolgedessen kann es zur Schätzung der Besteuerungsgrundlagen durch die Finanzbehörde kommen. Strafbar macht sich, wer Handelsbücher oder sonstige Unterlagen, zu deren Aufbewahrung er nach Handelsrecht verpflichtet ist, vor Ablauf der gesetzlichen Aufbewahrungsfristen beiseiteschafft, verheimlicht, zerstört oder beschädigt und dadurch die Übersicht über seinen Vermögensstand erschwert (§ 283b Abs. 1 Nr. 2 StGB; Verletzung der Buchführungspflicht). Als mögliche Straftatbestände kommen zudem Urkundenunterdrückung (§ 274 StGB) sowie Steuerhinterziehung (§ 370 AO) in Betracht.
Ist die Aufbewahrungsfrist abgelaufen, werden die aufbewahrungspflichtigen Unterlagen vernichtet, so dass auf sie nicht mehr zurückgegriffen werden kann. Kommt es danach noch zu Rechtsstreitigkeiten, so rechtfertigt der Ablauf der handelsrechtlichen Aufbewahrungsfrist für sich genommen keine Beweislastumkehr. Im zitierten Fall hatte der Sparer die Einzahlung des Geldes, das Kreditinstitut hingegen die Auszahlung zu beweisen, auch wenn die Aufbewahrungsfrist abgelaufen war. Auch das OLG Celle hatte im Falle eines Sparbuchs nach abgelaufener Aufbewahrungsfrist so entschieden.  Deshalb können Unternehmen, die rechtmäßig ihre Unterlagen nach Ablauf der Aufbewahrungsfrist vernichten, in Beweisnot geraten. In vielen Fällen dürften jedoch Verjährungs- und Verwirkungseinreden gegeben sein.

## Aufbewahrungsfristen in Deutschland
Die Aufbewahrungsfristen sind in § 257 HGB Absatz 4 Handelsgesetzbuch, § 147 Abgabenordnung und § 14b Umsatzsteuergesetz geregelt.
- 10 Jahre: Bücher, Inventare, Bilanzen, Lageberichte
- 8 Jahre: Eingangs- und Ausgangsrechnungen, Buchungsbelege
- 6 Jahre: Handelsbriefe (ohne Eingangs- und Ausgangsrechnungen), Geschäftsbriefe, E-Mails und andere digitale Dokumente
- 2 Jahre: Rechnungen von Unternehmern für grundstücksbezogene Leistungen durch die Leistungsempfänger